# 一色義定
一色 義定（いっしき よしさだ）は、戦国時代から安土桃山時代にかけての武将。丹後国守護。弓木城主。軍記物語の『一色軍記』にしか登場せず、一次史料では確認できないため架空の人物である可能性がある。ただし、愛知県知多市西屋敷の臨済宗法音山慈光寺や龍雲山大興寺に残されている系図には、一色義遠の末裔で一色左京大夫義員の子として義定の名前が見えるため、義定という人物自体は存在した可能性もある。

## 生涯
剛勇に優れ、父・一色義道と共に織田信長配下の細川藤孝の奥丹後侵攻を退けたという。
天正7年（1579年）、義道が自害すると一色家の家督を継承し、弓木城で残党を率いて織田方に抗戦した。信長の意向もあり、抗戦に手こずった藤孝は、明智光秀の助言により政略結婚によって和議を結び、以後、丹後を長岡氏（細川氏）と分割統治した。
中郡・竹野郡・熊野郡のいわゆる奥丹後(現在の京丹後市)を領した義定（長岡氏は加佐郡・与謝郡を領有した）は織田政権の丹後守護として、天正9年（1581年）の京都御馬揃えにも参加し、織田氏による甲州征伐にも長岡氏（細川氏）と共に参戦している。隣国・但馬国の山名堯熙（氏政）とも親しく、旧守護家同士ということで親交を深めていた。姻戚関係にあったともいう。また、国許においては弓木城を居城にして城下町を形成し、丹後北半国を統治した。
天正10年（1582年）6月、山崎の戦いでは直接の上役である明智光秀に味方する。一方、長岡氏は明智光秀から離反した。光秀は山崎の戦いに惨敗して討ち取られ、これがその後の義定の立場を決定的に悪くする要因となった。
戦後、天下を掌握しつつあった羽柴秀吉からの義定謀反企図の報を受け、9月に南丹後の長岡氏によって、長岡氏の居城である宮津城内で謀殺された。その際、城内の家臣や城下の雑兵100人も松井康之、米田求政率いる軍勢に討ち取られ、弓木城も降伏した。その後叔父の一色義清 (越前守)が弓木城を奪還し長岡藤孝に抵抗したが討死した。

## 備考
- 義定が謀殺された日について、『一色軍記』は本能寺の変以前の2月に殺害されたとしているが、『丹州三家物語』においては9月に殺害されたとしており、また、上宮津盛林寺の「一色満信」の位牌には9月8日と記されている。
- 伊予国高峠城主・石川通清の食客となった一色重之は、細川氏の攻撃から落ち延びた義定の三男という伝承がある[3]。重之の子孫は大庄屋として幕末を迎えた。
- 「妙解院殿忠利公御代於豊前小倉御侍帳並軽輩末々共に」では、乗物かき小物頭の真下梶之助を一色義有の子と伝えている。